# غواصة يو-119
كانت الغواصة يو-119 واحدة من 329 غواصة خدمت في البحرية الإمبراطورية الألمانية خلال الحرب العالمية الأولى.